# Chlorophorus dureli
Chlorophorus dureli là một loài bọ cánh cứng trong họ Cerambycidae.